# Palazzo Conti
Palazzo Conti Sinibaldi, da con confondere con Palazzo Conti, è uno storico edificio situato a Faenza, in provincia di Ravenna.

## Storia e descrizione
Palazzo Conti, venne progettato da Giuseppe Pistocchi intorno al 1786. Il proprietario Francesco Conti, volle una facciata “severa” di stile neo rinascimentale. Dall’atrio si impone un’imponente cancello in ferro battuto che fu costruito nel 1902, ovvero molto tempo dopo la costruzione dell’edificio originale.
Dall’atrio poi si accede allo scaloncino realizzato sempre da Pistocchi che porta fino all’appartamento neoclassico al piano nobile con ambienti decorati da Felice Giani. Altri ambienti del primo piano invece si presume siano frutto del quarto decennio del’800.
La Galleria, purtroppo danneggiata dai bombardamenti dell’ultima guerra, presenta un intervento decorativo datato al 1787 in cui Felice Giani lavorò autonomamente. 
Lo stesso Conti, venuto in possesso dell’eredità, acquistò, dopo il 1782, un edificio attiguo nel quale sono presenti altre due sale la cui decorazione risale a pochi anni dopo il loro acquisto da parte di Conti (1801).Il palazzo Conti ha subito vari riadattamenti a opera dell’architetto Pietro Tomba, agli inizi del ‘900. I suoi interventi dovettero limitarsi a una ristrutturazione interna e la facciata, forse, non ne fu investita.
Le finestre irregolari sembra corrispondano a quelle indicate nelle piante e alle stesse soluzioni formali tipici di altri progetti neorinascimentali eseguiti in quel periodo da Pistocchi; ciò ci fa pensare che le irregolarità delle finestre nella facciata principale non siano dovute alle ristrutturazioni iniziate nel ‘900. D’indubbia paternità pistocchiana è, invece, lo scalone, caratterizzato dall’elegante colonnato di ordine composito.
L’ambiente sfrutta abilmente la luce proveniente dal cortile in modo da rendere le stanze meno chiuse e cupe e in modo da illuminare le pareti decorate da raffinate e libere citazioni dal mondo classico che emulano l’antico senza essere più influenzate dai canoni del Rinascimento. Se l’intervento di Pistocchi viene datato attorno al 1786, il primo lavoro di decorazione è immediatamente successivo.
Di fatti era bastato poco più di un mese perché il giovane decoratore, prima indicato come “un certo signor Giani di Pavia”, riscuotesse consensi e ammirazione ed entrasse in contatto con le personalità più in vista di Faenza fra cui lo stesso Francesco Conti e la famiglia Laderchi.
Giani completò la decorazione della saletta e delle due sale annesse a questa nel 1802,l’ultima delle quali ebbe il soffitto distrutto durante l’ultima guerra, esattamente dopo l’acquisto da parte di Francesco Conti. Gli interventi agli inizi del ‘900 non sono riusciti a ridarci parte della volta distrutta dai bombardamenti.